# Megan Follows
Megan Elizabeth Laura Diana Follows (ur. 14 marca 1968 w Toronto) – kanadyjska aktorka i reżyserka.
Znana przede wszystkim z roli Ani Shirley w filmach opartych na podstawie powieści Lucy Maud Montgomery.

## Życie prywatne
Jej rodzice Ted Follows i Dawn Greenhalgh także byli aktorami. Ma dwie siostry (Samantha - aktorka; Edwina - producentka i pisarka) oraz jednego brata (Laurence - producent).
Podczas kręcenia filmu Deep Sleep poznała swojego pierwszego męża, Christophera Portera, którego poślubiła 27 kwietnia 1991 roku. Po rozwodzie z Porterem zamieszkała z aktorem Stuartem Hughesem. Mieszka w USA ze swoimi dziećmi (Lylą i Russellem).

## Wybrana filmografia
- 2013: Nastoletnia Maria Stuart (Reign) jako Królowa Katarzyna Medycejska (serial)
- 2012: World Without End jako Maud
- 2011: Jestem numerem cztery (I Am Number Four) jako kasjerka w supermarkecie
- 2010: Poka jako Rosey
- 2009: Pierwsza miłość Booky (Booky's Crush) jako Francie Thomson
- 2007: Śniadanie ze Scotem (Breakfast with Scot) jako Barbara Warren
- 2006: Talent Booky (Booky Makes Her Mark) jako Francie Thomson
- 2005: Shania - życie w ośmiu albumach (Shania: A Life in Eight Albums)
- 2004: Chorał (Plainsong) jako Ella
- 2004: Otwarte serce (Open Heart) jako Sherry Cardinal
- 2003: Christmas Child jako Meg Davenport
- 2003: Żona dla dwóch (Foreign Affair) jako Lena
- 2002: Stork Derby jako Kate Harrington
- 2002: Someone Was Watching jako Kate
- 2000: Ania z Zielonego Wzgórza: Dalsze losy (Anne of Green Gables: The Continuing Story) jako Ania Blythe (Shirley)
- 1999: What Katy Did jako Helen
- 1998: Niechęć anioła (Reluctant Angel) jako Lisa/Cheryl
- 1997: Major Crime jako Joanie Wells
- 1995: Napisała: Morderstwo (Murder, She Wrote) jako Lila Nolan
- 1995: Pod fortepianem (Under the Piano) jako Rosetta Basilio
- 1993: Kiedy świnie latają (When Pigs Fly) jako Kathleen
- 1993: Romeo i Julia (Romeo & Juliet) jako Julia
- 1991: Krzyk na pustkowiu (Cry in the Wild: The Taking of Peggy Ann) jako Peggy Ann Bradnick
- 1991: Pościg (Chase) jako Gloria
- 1990: Dziadek do orzechów (The Nutcracker Prince) jako Clara (głos)
- 1990: Znowu Hannibal (Back to Hannibal: The Return of Tom Sawyer and Huckleberry Finn) jako Becky
- 1990: Deep Sleep jako Shelley McBride
- 1989: Szampański Charlie (Champagne Charlie) jako Louise
- 1989: Termini Station jako Micheline Dushane
- 1988: Czas przeznaczenia (Time of Destiny) jako Irene
- 1988: Kto sieje wiatr? (Inherit the Wind) jako Rachel Brown
- 1987: Seasonal Differences jako Dana Sherman
- 1987: Stacking jako Anna Mae Morgan
- 1987: Ania z Zielonego Wzgórza: Dalsze dzieje (Anne of Green Gables: The Sequel) jako Ania Shirley
- 1986: Sin of Innocence jako Jenny Colleran
- 1986: Shattered If Your Kid's On Drugs
- 1985: Srebrna kula (Silver Bullet) jako Jane Coslaw
- 1985: Ania z Zielonego Wzgórza (Anne of Green Gables) jako Anna Shirley
- 1984: Hokeiści (Hockey Night) jako Cathy Yarrow
- 1984: Domestic Life jako Didi Crane
- 1982: Boys and Girls jako Margaret
- 1982: Olden Days Coat jako Sal
- 1982: Jen's Place jako Jennifer
- 1980: Mating Season jako Laura
- 1978: Clare's Wish